# ضجيج العصر
ضجيج العصر (بالإنجليزية: The Noise of Time) هي رواية نشرت عام 2016 للمؤلف الإنجليزي جوليان بارنز،  ترجمتها للعربية عهود المخيني. تتحدث الرواية عن حياة المؤلف الروسي في عهد الاتحاد السوفييتي ديمتري شوستاكوفيتش.